# Astroceras calix
Astroceras calix is een slangster uit de familie Euryalidae.
De wetenschappelijke naam van de soort werd in 1944 gepubliceerd door Murakami.